# Šumnik, Litija
Šumnik je zaselek v Občini Litija
Šumnik je zaselek ki spada pod vas Polšnik, tu so imeli pomembni Polščani svoj vinograd, zaradi njegove sončne lege in nadmorske višine.